# Margaritone d'Arezzo
Margarito o Margaritone d'Arezzo (1240 circa – 1290) è stato un pittore, scultore e architetto italiano, probabilmente tra i massimi esponenti della pittura di Arezzo della seconda metà del XIII secolo, anche se le opere pervenuteci di quell'epoca sono solo una minima parte di quelle prodotte.

## Biografia
Si trova citato solo in un documento del 1262, che è l'unica notizia sulla sua biografia, ma molte delle sue opere sono firmate.
Talvolta si ipotizza (ad esempio lo stesso Roberto Longhi) anche una sua attività precedente alla metà del secolo, cosa che renderebbe estremamente importante la sua produzione. Altri invece, come ad esempio si evince dal primo paragrafo della Vita del Vasari, posizionerebbero la sua attività a dopo il 1260. Al riguardo, il Vasari scrisse «E, fra gli uomini che alla greca lavoravano, era tenuto eccellente Margaritone Aretino». Sicuramente nel periodo in cui visse,  fu un artista apprezzato ed ebbe modo di lavorare sia ad Arezzo che nelle zone limitrofe.

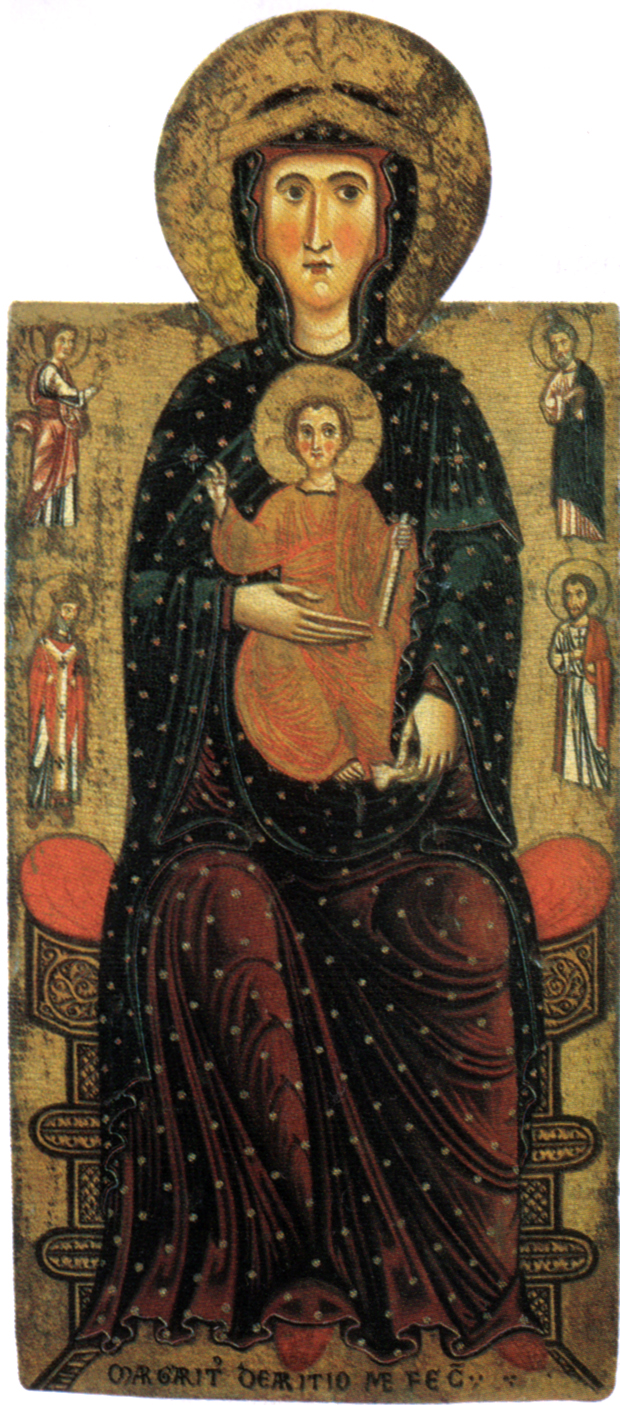
Margaritone d'Arezzo, Madonna col Bambino, tavola, 1250 circa, 57x127 cm., Museo statale d'arte medievale e moderna, Arezzo.

Forse l'opera più emblematica è la Madonna col Bambino di Santa Maria a Montelungo (1250?) dipinta su tavola e conservata al Museo statale d'arte medievale e moderna di Arezzo. La tavola segue una tipologia diffusa in area cristiano orientale, per esempio nella zona egiziana relativa al Monastero di Santa Caterina sul Monte Sinai. Le due figure sono severamente frontali e bidimensionali, con il Bambino raffigurato come un dio infante, con tanto di scettro, che benedice ignorando il tenero gesto della madre che gli tocca il piedino. L'opera presenta un panneggio sofisticato ma privo di rilievo, con sfumature poco efficaci. In basso è firmata MARGARIT° DE ARITIO ME FEC[IT].
Tra le altre opere si cita Madonna col Bambino conservata in Santa Maria delle Vertighe, nella omonima località nei pressi di Monte San Savino.
Ad Ancona Margaritone è noto come architetto e scultore: sono a lui attribuiti fin dal XVI secolo il Palazzo degli Anziani, compresi i bassorilievi della facciata alta, in parte ancora in situ e in parte esposti alla Pinacoteca Podesti e all'interno del palazzo stesso, quasi tutti eseguiti intorno al 1270. Altra opera anconitana attribuita a Margaritone è la cupola del Duomo, ma partire dal XX secolo questa ipotesi è stata messa in serio dubbio.

## Galleria d'immagini

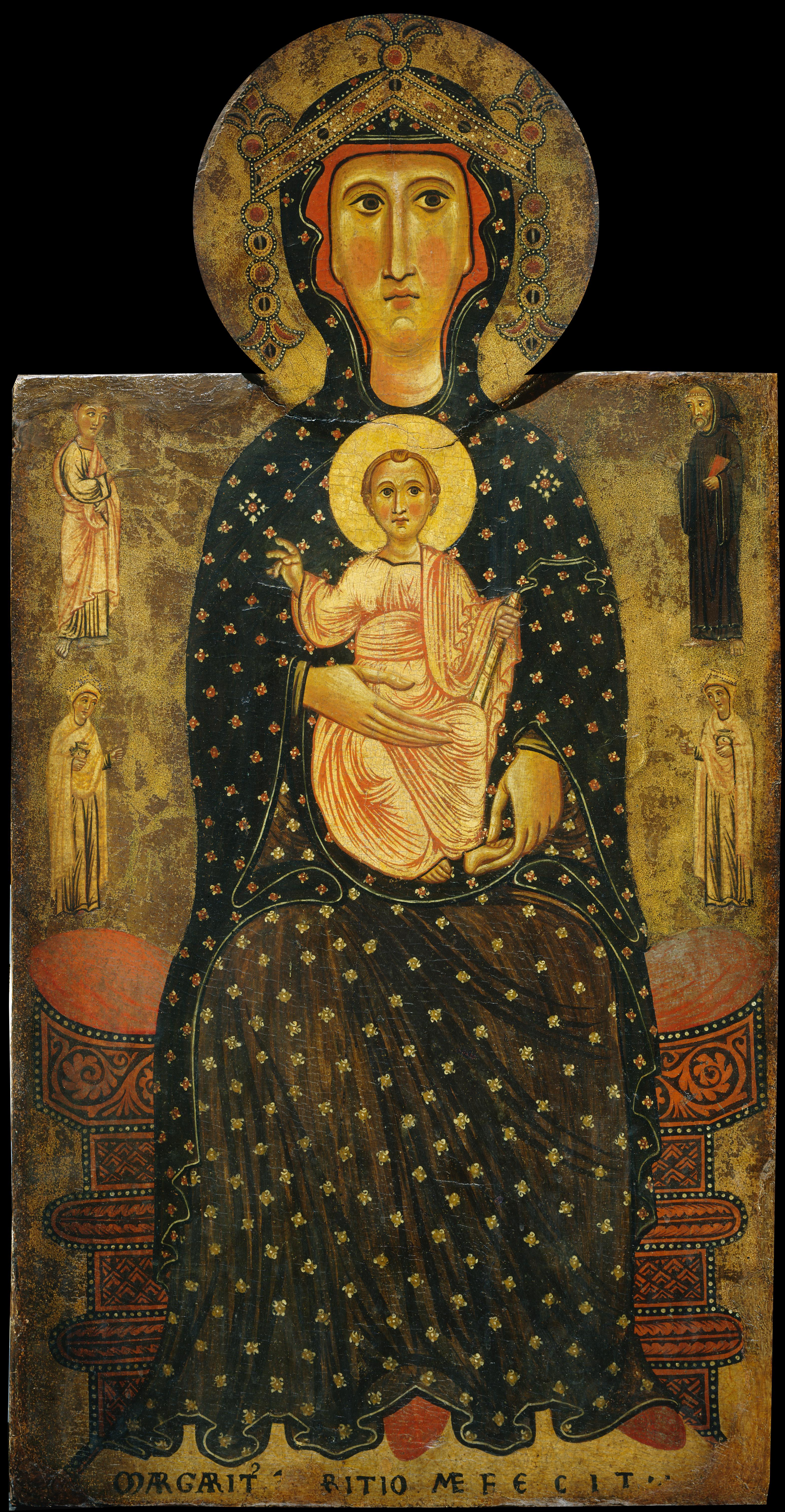
Madonna col Bambino, National Gallery of Art, Washington.
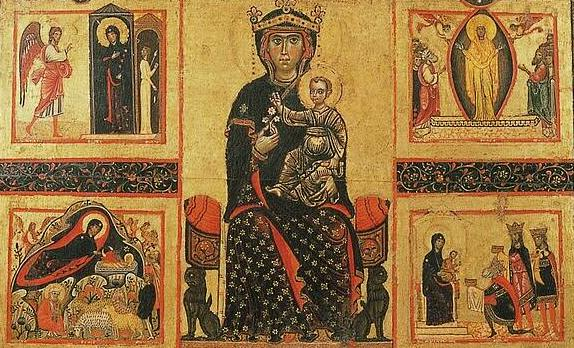
Madonna con Bambino in trono e quattro storie della Vergine di Margaritone d'Arezzo e Ristoro di Arezzo.
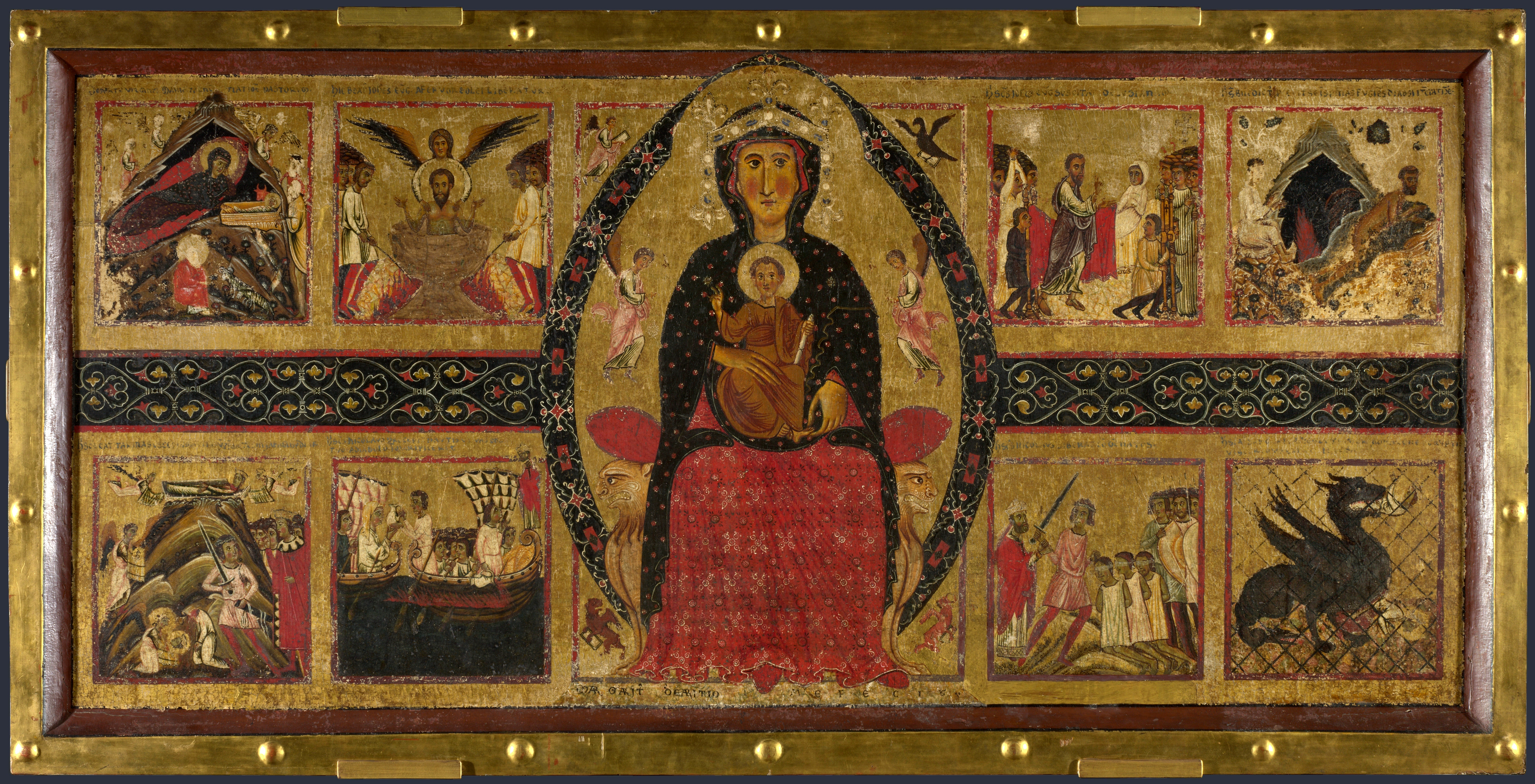
Madonna con Bambino in trono, National Gallery of Art, Londra.
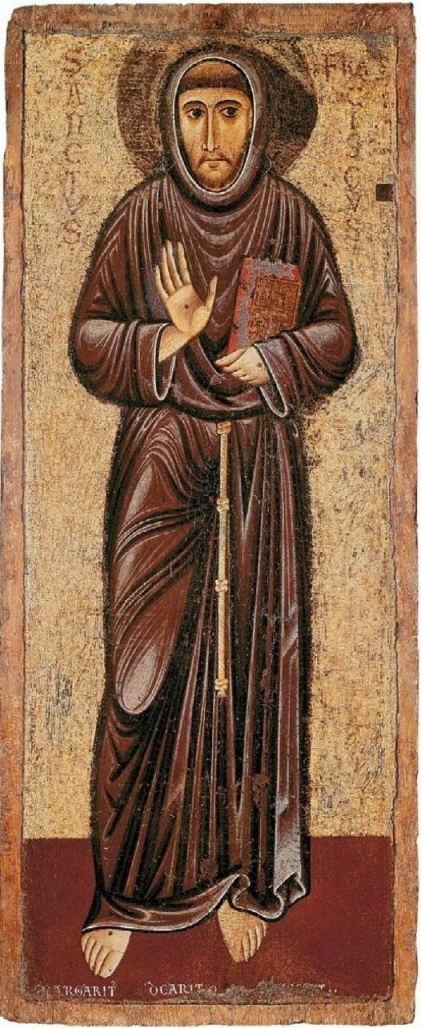
San Francesco d'Assisi ai Musei Vaticani.
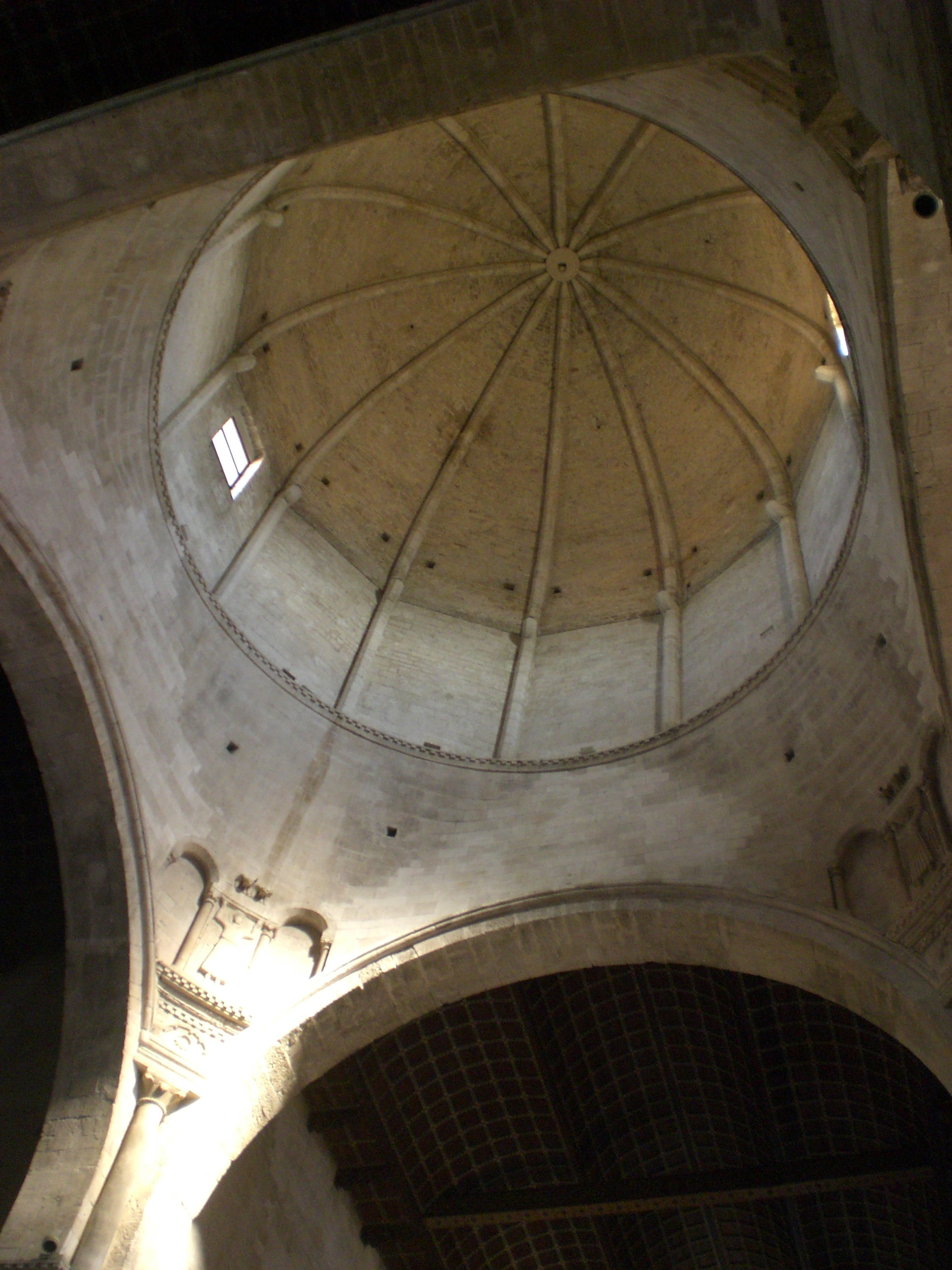
la cupola duecentesca del Duomo di Ancona.
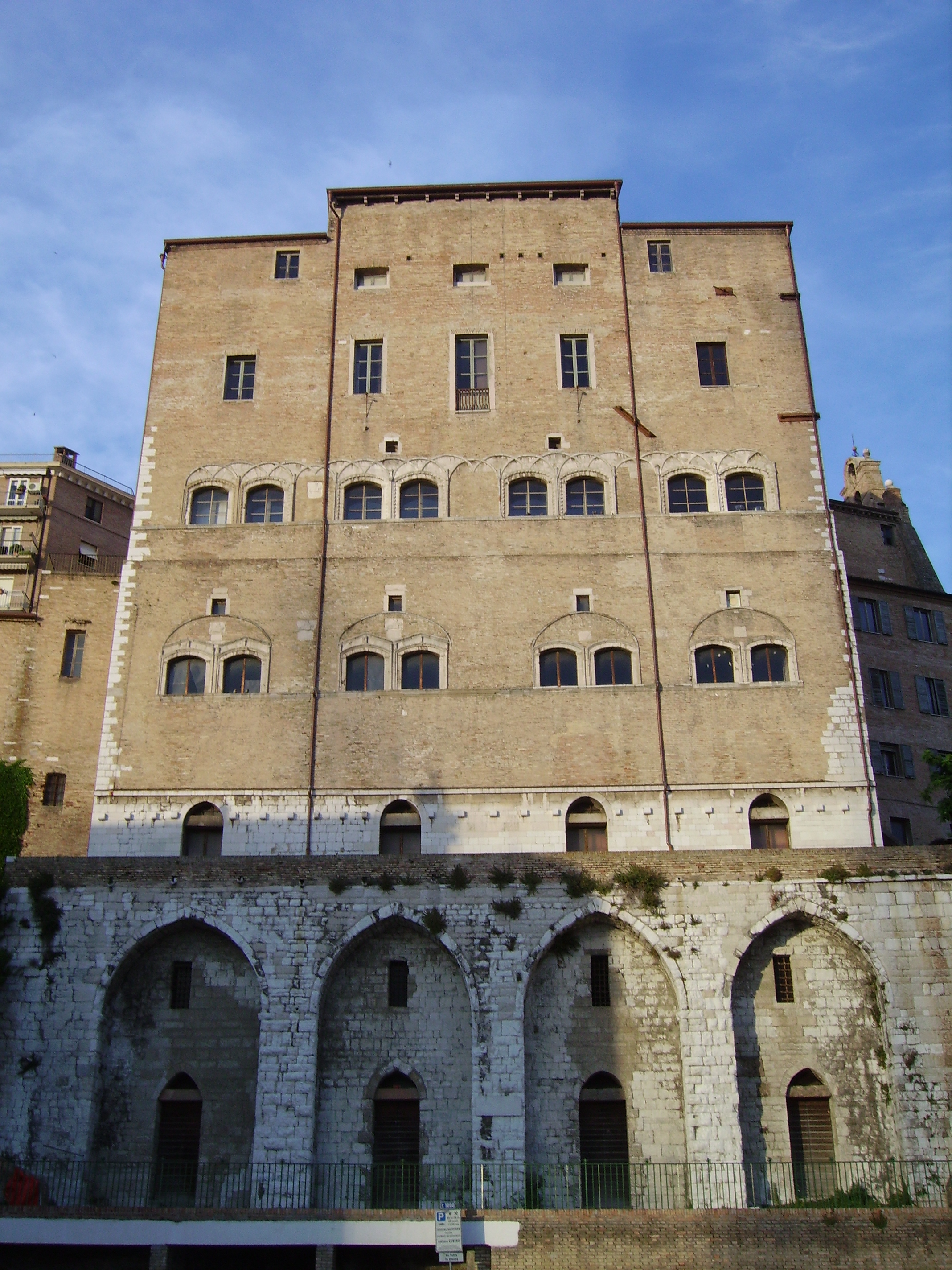
la facciata lato mare disegnata nel 1270 del Palazzo degli Anziani di Ancona.